# Kompas słoneczny

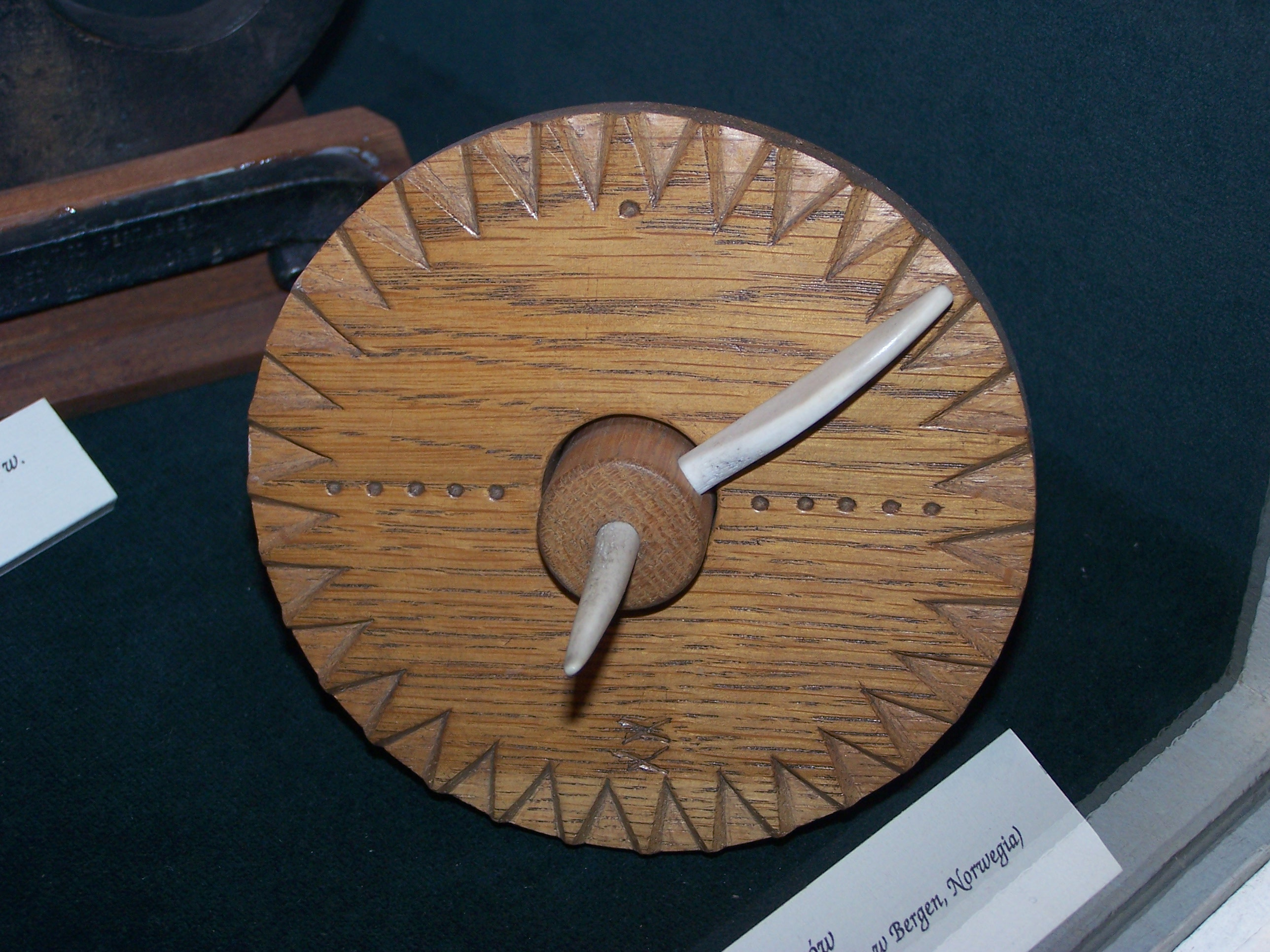

Kompas słoneczny – przyrząd służący do określania kierunku północnego na podstawie położenia Słońca. Kompas słoneczny stosowany jest w rejonach bieguna, gdzie przez brak wrażliwości na konkretny kierunek przyciągania (swobodna igła) nie są przydatne ani kompasy magnetyczne, ani żyroskopowe, oraz w rejonach anomalii magnetycznych.
Kompas słoneczny stosowali podczas nawigacji wikingowie. Na drewnianej, okrągłej tarczy z osadzonym gnomonem i wykreślonymi uprzednio krzywymi gnomonicznymi można było na pełnym morzu wyznaczać strony świata.
Współcześnie stosowane w geodezji lub inżynierii lądowej kompasy słoneczne są precyzyjnymi oraz kompaktowymi urządzeniami.